# Tachydromia carpathica
Tachydromia carpathica is een vliegensoort uit de familie van de Hybotidae. De wetenschappelijke naam van de soort is voor het eerst geldig gepubliceerd in 1966 door Chvala.